# Éric Gélinas
Éric Gélinas (* 8. Mai 1991 in Ottawa, Ontario) ist ein kanadischer Eishockeyspieler, der seit Dezember 2024 bei Rauman Lukko aus der finnischen Liiga unter Vertrag steht und dort auf der Position des Verteidigers spielt. Zuvor absolvierte Gélinas unter anderem 189 Spiele für die New Jersey Devils und Colorado Avalanche in der National Hockey League (NHL) und war auch in der Svenska Hockeyligan (SHL) und Schweizer National League aktiv.

## Karriere

### Jugend
Éric Gélinas wurde in Vanier, einem Stadtteil der kanadischen Hauptstadt Ottawa, in eine Baseball-Familie geboren. Sein Vater, Marc Gélinas, spielte unter anderem für die Buffalo Bisons in der Minor League Baseball, und auch sein Bruder, Karl Gélinas, ist Baseballspieler und wurde 2003 von den Los Angeles Angels of Anaheim gedraftet. Karl allerdings spielte im Kindesalter zuerst Eishockey, sodass Éric ihm dies ab dem vierten Lebensjahr gleichtat.
Nachdem Éric Gélinas mit der Familie im Alter von sieben nach Montreal gezogen war, besuchte er dort das Collège Charles-Lemoyne, eine private Highschool, mit deren Eishockeyteam er im Juniorenbereich aktiv war. Im Entry Draft 2007 der Ligue de hockey junior majeur du Québec (LHJMQ), einer der drei höchsten kanadischen Juniorenligen, wählten ihn die Lewiston MAINEiacs an 16. Position aus. Bei den MAINEiacs etablierte er sich schnell und war bereits in seinem zweiten Jahr punktbester Verteidiger der Mannschaft. Durch diese Leistungen führte ihn der Central Scouting Service auf Platz 39 der vielversprechendsten Feldspieler Nordamerikas für den anstehenden NHL Entry Draft 2009; zudem nahm er durch diese Einstufung auch am CHL Top Prospects Game teil. Im eigentlichen Draft wählten ihn die New Jersey Devils dann an 54. Position aus.
Die folgende Saison 2009/10 verbrachte Gélinas nur noch zur Hälfte bei den MAINEiacs und wechselte im Winter 2010 zum Ligakonkurrenten Saguenéens de Chicoutimi. Dieser Wechsel war auch in einem sich abzeichnenden Ende der MAINEiacs begründet, die bereits seit Januar 2009 versucht hatten, wegen finanzieller Nöte in eine andere Stadt zu wechseln; dies kam nicht zustande, sodass das Team schließlich im Mai 2011 aufgelöst wurde. Gélinas beendete die Saison in Chicoutimi und kam in 28 verbleibenden Spielen auf 12 Scorerpunkte. Am Ende der Saison unterzeichnete er einen auf drei Jahre befristeten Entry Level Contract bei den New Jersey Devils, verblieb jedoch vorerst in der LHJMQ.
In der folgenden Spielzeit erzielte er bis Januar 2011 in 35 Spielen 24 Scorerpunkte – dies, obwohl zu diesem Zeitpunkt nur fünf Teams weniger Punkte in der Liga als die Saguenéens geholt hatten. Im Januar wechselte Gélinas dann zum Spitzenreiter der Liga, den Saint John Sea Dogs. Mit den Sea Dogs gewann er am Ende der Saison die Coupe du Président als Meister der LMHMQ sowie im Anschluss den Memorial Cup 2011, bei dem man sich gegen die Meister der zwei anderen kanadischen Top-Juniorenligen durchsetzen konnte.

### New Jersey, Colorado und Laval
Nach diesen Erfolgen wechselte der Verteidiger in das System der New Jersey Devils und verbrachte die gesamte Saison 2011/12 bei den Albany Devils in der American Hockey League. Dort gelangen ihm in 75 Spielen 16 Tore, mit denen er (gemeinsam mit Clay Wilson) torgefährlichster Verteidiger war. Dieser positiven Entwicklung stand im Oktober 2012 ein Bruch des Unterkiefers entgegen, den Gélinas sich in einem Vorbereitungsspiel durch einen Puck zuzog; er fiel in der Folge zwei Monate aus. Nachdem er den Rest der Saison erneut bei den Albany Devils verbracht hatte, wurde er im April 2014 in den NHL-Kader berufen und kam so am vorletzten Spieltag der regulären Saison zu seinem Debüt in der National Hockey League. In der anschließenden Saison 2013/14 war Gélinas erstmals überwiegend in der NHL im Einsatz, kam in 60 Spielen auf 29 Scorerpunkte und war damit nach Marek Židlický und Andy Greene drittbester Verteidiger der Devils in dieser Kategorie.
Im Februar 2016 wurde Gélinas von der Colorado Avalanche verpflichtet, die im Gegenzug ein Drittrunden-Wahlrecht für den NHL Entry Draft 2017 nach New Jersey schickte. Er verließ die Organisation der Devils somit nach fast sechs Jahren und 156 absolvierten NHL-Einsätzen. In Diensten der Avalanche stand der Kanadier bis zum Sommer 2017, ehe sein auslaufender Vertrag nicht verlängert wurde. Im August erhielt er schließlich einen Probevertrag bei den Canadiens de Montréal, bei denen er jedoch nicht fest engagiert wurde. Stattdessen unterzeichnete er einen Einjahresvertrag bei deren AHL-Farmteam, den Rocket de Laval.

### Europa
Im August 2018 schloss er sich dem HC Slovan Bratislava aus der Kontinentalen Hockey-Liga (KHL) an und spielte dort bis Februar 2019. Anschließend verließ er den KHL-Klub und wechselte zum Rögle BK in die Svenska Hockeyligan (SHL). Dort war er in der Folge zwei Jahre aktiv, wobei er seine persönliche Statistik in der Spielzeit 2020/21 deutlich auf 34 Punkte in 46 Spielen steigerte. Dies führte dazu, dass ihm im Juni 2021 die Rückkehr in die NHL gelang, indem er einen Einjahresvertrag bei den Carolina Hurricanes unterzeichnete. Gélinas gelang es jedoch nicht, sich in der Saisonvorbereitung einen Platz im Kader Carolinas zu erarbeiten, wodurch er bis Ende November ausschließlich für das Farmteam Chicago Wolves auf dem Eis stand. Beide Parteien lösten den Vertrag daraufhin auf und der Kanadier kehrte umgehend zu Rögle BK zurück. Von dort gelangte er gegen Ende der Saison zum Djurgårdens IF, bei dem er den Abstieg in die Allsvenskan nicht verhindern konnte. Im Februar 2022 wurde bekannt, dass Gélinas mit Beginn der Saison 2022/23 für den SC Bern in der Schweizer National League aufläuft und dort einen Dreijahresvertrag unterzeichnete. Im Juni 2023 jedoch wurde sein Vertrag beim SCB vorzeitig aufgelöst, sodass der Kanadier im Anschluss einen Einjahresvertrag beim HC Ajoie unterzeichnete.
Im Oktober 2024 kehrte der Kanadier erneut nach Nordamerika zurück, wo er sich den Rocket de Laval aus der AHL anschloss, letztlich aber keinen Kaderplatz erhielt und somit bis Anfang Dezember desselben Jahres auf der Suche nach einem neuen Verein war. Schließlich wurde er vom finnischen Erstligisten Rauman Lukko unter Vertrag genommen.

## Erfolge und Auszeichnungen
- 2009 Teilnahme am CHL Top Prospects Game
- 2011 Coupe-du-Président-Gewinn mit den Saint John Sea Dogs
- 2011 Memorial-Cup-Gewinn mit den Saint John Sea Dogs
- 2021 Schwedischer Vizemeister mit Rögle BK

## Karrierestatistik
Stand: Ende der Saison 2024/25
(Legende zur Spielerstatistik: Sp oder GP = absolvierte Spiele; T oder G = erzielte Tore; V oder A = erzielte Assists; Pkt oder Pts = erzielte Scorerpunkte; SM oder PIM = erhaltene Strafminuten; +/− = Plus/Minus-Bilanz; PP = erzielte Überzahltore; SH = erzielte Unterzahltore; GW = erzielte Siegtore; 1 Play-downs/Relegation; Kursiv: Statistik nicht vollständig)